# RNA誘導サイレンシング複合体
RNA誘導サイレンシング複合体（RNAゆうどうサイレンシングふくごうたい、英: RNA-induced silencing complex、略称: RISC）は、タンパク質複合体、リボヌクレオタンパク質であり、転写や翻訳段階においてさまざまな経路を介して遺伝子サイレンシングを行う機能を持つ。RISCはmiRNAなどの一本鎖RNA断片や二本鎖のsiRNAを利用して、遺伝子調節の重要なツールとして機能する。RNAの一本鎖はRISCが相補的なmRNA転写産物を認識する際の鋳型として機能し、相補的なmRNAが見つかると、RISCを構成するタンパク質の1つであるArgonauteがmRNAを切断する。この過程はRNA干渉（RNAi）と呼ばれ、多くの真核生物でみられる。RNAiは二本鎖RNA（dsRNA）の存在によって開始されるため、ウイルス感染に対する防御の重要な過程として機能する。

## 発見
RISCの生化学的な同定は、コールド・スプリング・ハーバー研究所のグレゴリー・ハノンらによって行われた。アンドリュー・ファイアーとクレイグ・メローによるのRNAiの発見（1998年）からわずか2年後のことであった。

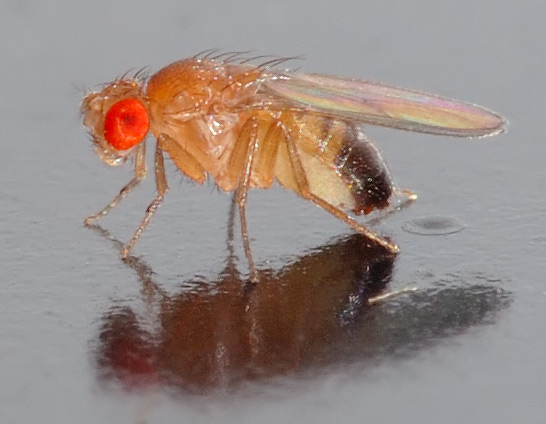
キイロショウジョウバエDrosophila melanogaster

ハノンらは、ショウジョウバエDrosophilaの細胞において、dsRNAによる遺伝子サイレンシングに関与するRNAi機構の同定を試みており、ショウジョウバエS2細胞をlacZ発現ベクターでトランスフェクションし、β-ガラクトシダーゼ活性によって遺伝子発現の定量を試みた。lacZのdsRNAを共にトランスフェクションすると、コントロールdsRNAの場合と比較して、β-ガラクトシダーゼ活性が大きく低下した。ここから、dsRNAは配列の相補性を利用して遺伝子発現を制御していることが示された。
その後、ショウジョウバエのサイクリンEをコードするdsRNAを用いてS2細胞のトランスフェクションが行われた。サイクリンEは細胞周期のS期への進行に必要不可欠な因子であるが、サイクリンEのdsRNAは細胞周期をG1期（S期の前の段階）で停止させた。ここから、RNAiは内因性遺伝子を標的とすることができることが示された。
さらに、サイクリンEのdsRNAはサイクリンEのmRNAのみを減少させ、同様の結果は細胞周期のS期、G2期、M期に作用するサイクリンAのdsRNAを用いた場合でも示された。このことは、RNAiの特徴である、加えられたdsRNAに対応するmRNAのレベルが低下することを示している。
mRNAレベルの低下が（他の系でのデータから示唆されるように）直接的な標的化の結果であるのかどうかを確かめるため、ショウジョウバエS2細胞をサイクリンEまたはlacZのいずれかのdsRNAでトランスフェクションを行い、その後サイクリンEまたはlacZの合成mRNAをインキュベーションした。その結果、サイクリンEのdsRNAでトランスフェクションを行った細胞でのみサイクリンE転写産物が分解され、一方lacZ転写産物は安定であった。逆に、lacZのdsRNAでトランスフェクションを行った細胞のみlacZ転写産物が分解され、サイクリンE転写産物は安定であった。これらの結果に基づいてハノンらは、RNAi機構は配列特異的なヌクレアーゼ活性によって標的mRNAを分解していることを示唆した。彼らはそのヌクレアーゼ活性を担う酵素をRISCと命名した。

## RNA干渉における機能

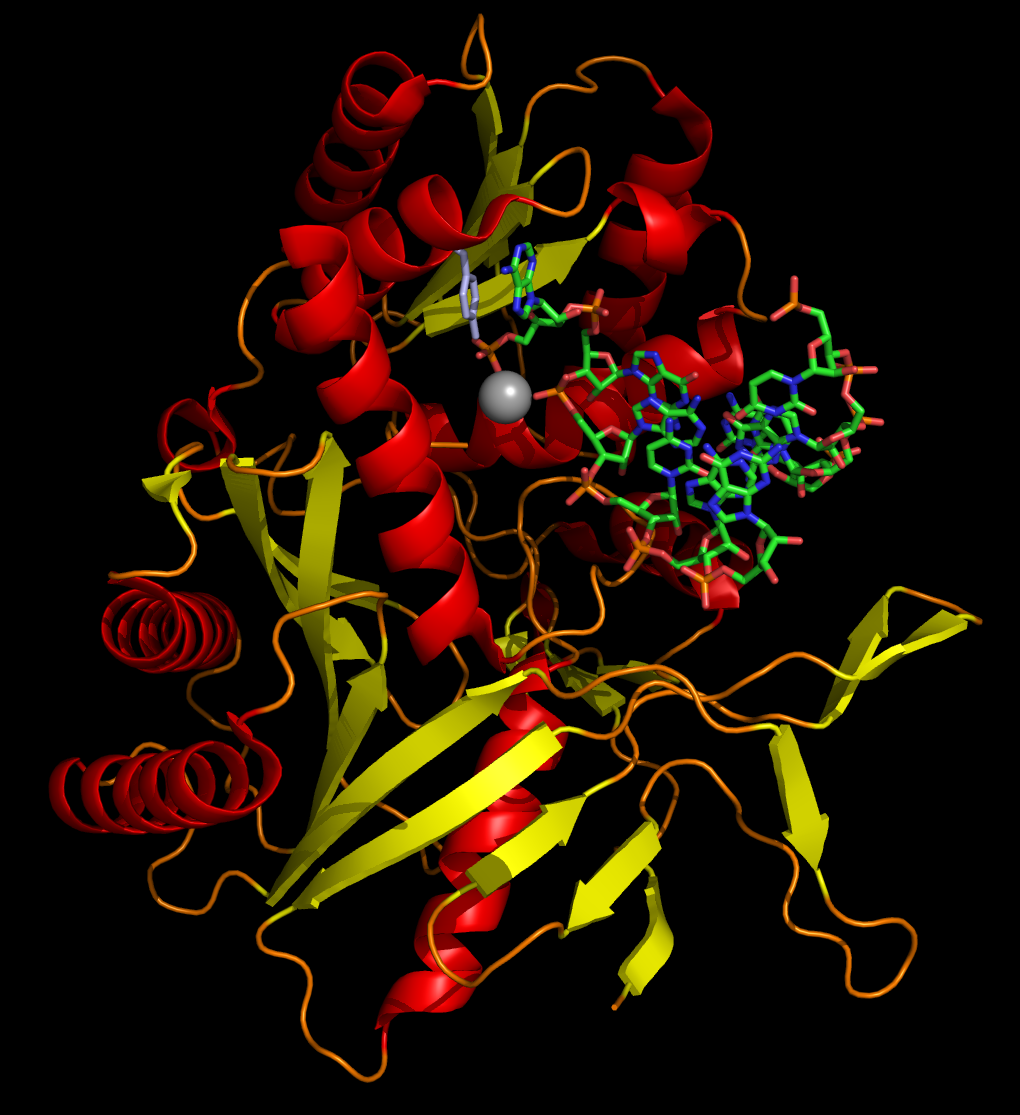
dsRNAと複合体を形成したArgonauteタンパク質のPIWIドメイン

### siRNA/miRNAの取り込み
RNase IIIファミリーに属するDicerは、二本鎖のsiRNAや一本鎖のmiRNAを産生することでRNAi過程を開始する、RISCの重要なメンバーである。細胞内でのdsRNAの酵素的切断によって、長さは21–23ヌクレオチドで3'末端に2ヌクレオチドのオーバーハングを持つ、短いsiRNA断片が形成される。また、Dicerはヘアピンループ構造を形成してdsRNAを模倣しているpre-miRNAに対しても同様のプロセシングを行う。dsRNA断片はRISCにロードされるが、asymmetry ruleと呼ばれる現象により、熱力学的安定性に基づいて一方の鎖がガイド鎖として選択される。こうして形成されたmiRNAやsiRNAは、RISCがmRNAを分解標的とする際の一本鎖のガイド配列として作用する。
- 熱力学的安定性の低い5'末端を持つ鎖がArgonauteタンパク質によって選択され、RISCに取り込まれる[11][14]。この鎖はガイド鎖と呼ばれ、mRNAを分解標的とする。
- もう一方の鎖はパッセンジャー鎖と呼ばれ、RISCによって分解される[15]。

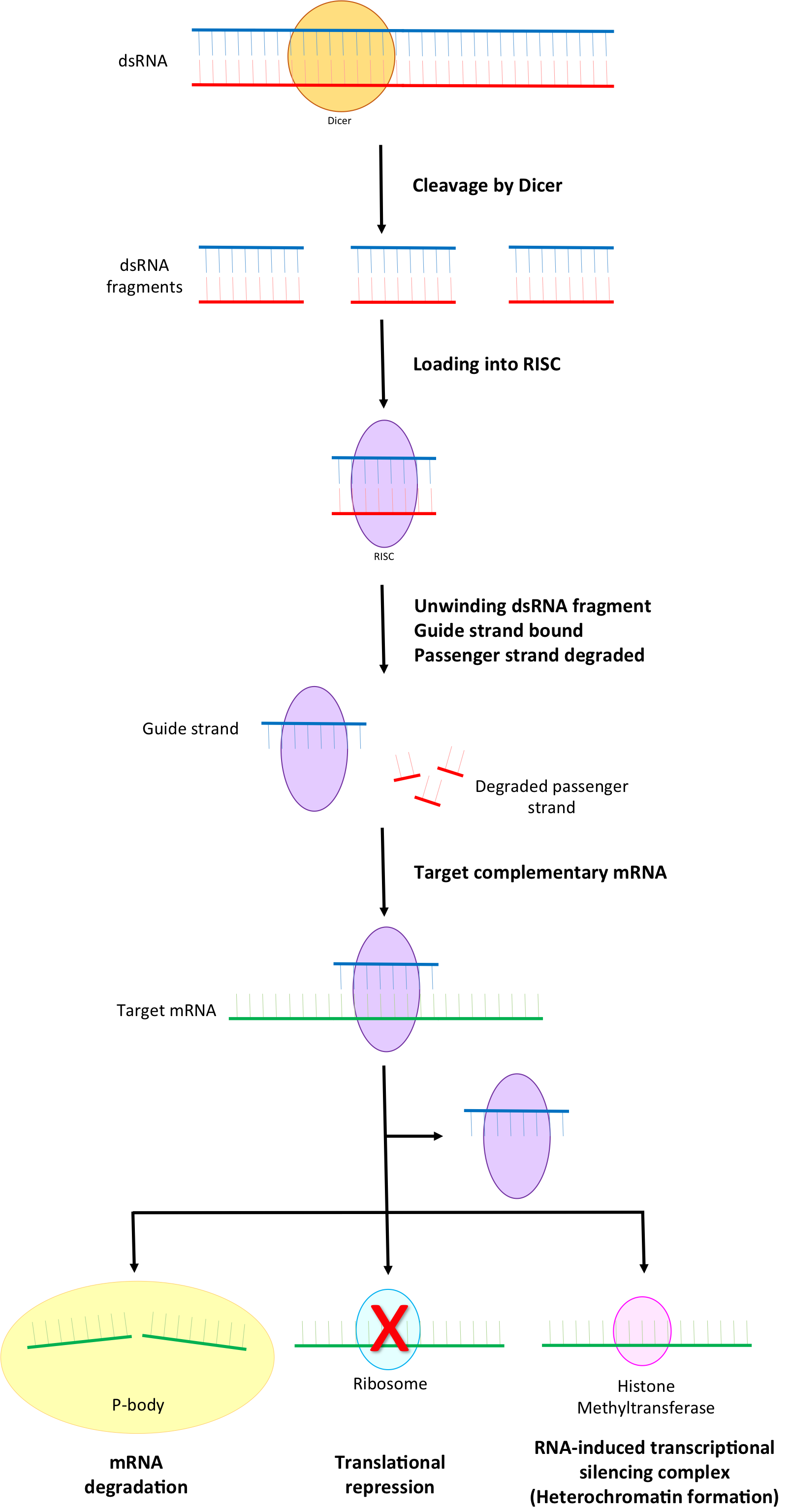
RNAi経路の一部を示した図。RISCはさまざまな経路でmRNAを介した遺伝子のサイレンシングを行う。

### 遺伝子の調節
RISCの主要なタンパク質であるAgo2、SND1、AEG-1は、遺伝子サイレンシング機能に重要な役割を果たす。
RISCはmiRNAまたはsiRNAのガイド鎖を用いて、ワトソン・クリック型の塩基対形成によってmRNA転写産物の3' UTRの相補的領域を標的とし、さまざまな方法によるmRNA転写産物からの遺伝子発現の調節を可能にする。

#### mRNAの分解
RISCの最もよく解明されている機能は、標的mRNAの分解によってリボソームによる翻訳に利用される転写産物の量を減少させることである。Argonauteによる、RISCのガイド鎖に相補的なmRNAのエンドヌクレアーゼ的切断は、RNAiの開始に重要である。mRNAの分解が行われるためには、2つの重要な要求事項が存在する。
- ガイド鎖と標的mRNA配列とのほぼ完全な相補性
- 「スライサー」（slicer）と呼ばれる標的mRNA切断活性を持つArgonauteタンパク質の存在[1]

mRNAの切断が行われた後の分解には、2つの主要な経路が存在する。どちらもmRNAのポリ(A)テールの分解によって開始され、mRNAの5'キャップの除去が行われる。
- 転写産物の5'から3'方向への分解は、P-body（英語版）と呼ばれる細胞質の構造体中でXRN1（英語版）エキソヌクレアーゼによって行われる[19]。
- 転写産物の3'から5'方向への分解は、エキソソームとSki複合体（英語版）によって行われる[18]。

#### 翻訳抑制
RISCは翻訳時のリボソームや補助因子のローディングを調節し、結合したmRNA転写産物の発現を抑制することができる。翻訳抑制には、ガイド鎖と標的mRNAとの配列の相補性は部分的なものでよい。
- 翻訳開始段階での調節
  - 真核生物型翻訳開始因子（eIF）の5'キャップへの結合の阻害。RISCは3'のポリ(A)テールを脱アデニル化し、5'キャップを介した抑制に寄与している可能性が指摘されている[2][17]。
  - リボソーム60Sサブユニット（英語版）のmRNAの結合の阻害による翻訳の抑制[20]

- 翻訳開始後段階での調節
  - ペプチドの分解
  - 翻訳中のリボソームの上流での終結の促進[21]
  - 伸長反応の遅延[22]

開始段階での翻訳抑制と開始後段階での抑制が相互排他的であるのかについては、いまだ推測の域を出ていない。

#### ヘテロクロマチンの形成
一部のRISCはゲノムを直接的に標的化することができ、特定の遺伝子座へヒストンメチルトランスフェラーゼをリクルートしてヘテロクロマチンを形成し、遺伝子のサイレンシングを行うことができる。こうしたRISCはRNA誘導転写サイレンシング（RITS）複合体の形をとる。酵母のRITSが最もよく研究されている。
RITSはセントロメアリピート配列を認識し、ヘテロクロマチンの形成を指示することが示されている。siRNA（ガイド鎖）と転写新生鎖との塩基対形成によって、特定の染色体領域へRITS、そしてヒストン修飾酵素がリクルートされると考えられている。
RITSは新生mRNA転写産物を分解するが、その機構の詳細は解明されていない。この機構は、分解された新生転写産物がRNA依存性RNAポリメラーゼ（RdRp）によって利用され、より多くのsiRNAが形成される、という自己増幅型のフィードバックループとして作用することが示唆されている。
分裂酵母とシロイヌナズナでは、DicerによるdsRNAのsiRNAへのプロセシングは、ヘテロクロマチン形成による遺伝子サイレンシング経路を開始する。AGO4と呼ばれるArgonauteタンパク質は、ヘテロクロマチン配列を定義する低分子RNAと相互作用する。ヒストンメチルトランスフェラーゼはヒストンH3（H3K9）をメチル化し、メチル化部位にクロモドメインタンパク質をリクルートする。ヘテロクロマチンが確立され拡大するにつれて、DNAのメチル化によって遺伝子のサイレンシングが維持される。

#### DNAの除去
テトラヒメナでは、RISCによって形成されたsiRNAは体細胞での大核の発生時にDNAを分解する役割を持っているようである。この機構は上述のヘテロクロマチン形成機構と類似しており、侵入してきた遺伝的エレメントに対する防御として機能することが示唆されている。
分裂酵母やシロイヌナズナにおけるヘテロクロマチン形成と同様に、テトラヒメナでもArgonauteファミリーのTwi1pがinternal elimination sequence（IES）と呼ばれる標的配列のDNAの除去を触媒する。メチルトランスフェラーゼやクロモドメインタンパク質によって、IESはヘテロクロマチン化されてDNAから除去される。

## RISC関連タンパク質
RISCの完全な構造は未解明である。多くの研究によってRISCのサイズと構成要素に関してさまざまな報告がなされているが、これは多数のRISC複合体が存在するためであるのか、研究によって異なる細胞や組織から精製が行われているためであるのか、完全には明らかにされていない。
| 複合体                  | 由来                   | 既知の構成要素                             | 推定サイズ | RNAi経路における推定機能                       |
| ----------------------- | ---------------------- | ------------------------------------------ | ---------- | ---------------------------------------------- |
| Dcr2-R2D2               | D. melanogaster S2細胞 | Dcr2, R2D2                                 | ~250 kDa   | dsRNAのプロセシング、siRNAの結合               |
| RLC (A)                 | D. melanogaster 胚     | Dcr2, R2D2                                 | NR         | dsRNAのプロセシング、siRNAの結合、RISCの前駆体 |
| Holo-RISC               | D. melanogaster 胚     | Ago2, Dcr1, Dcr2, Fmr1/Fxr, R2D2, Tsn, Vig | ~80S       | 標的RNAへの結合と切断                          |
| RISC                    | D. melanogaster S2細胞 | Ago2, Fmr1/Fxr, Tsn, Vig                   | ~500 kDa   | 標的RNAへの結合と切断                          |
| RISC                    | D. melanogaster S2細胞 | Ago2                                       | ~140 kDa   | 標的RNAへの結合と切断                          |
| Fmr1-associated complex | D. melanogaster S2細胞 | L5, L11, 5S rRNA, Fmr1/Fxr, Ago2, Dmp68    | NR         | 標的RNAへの結合と切断の可能性                  |
| Minimal RISC            | HeLa細胞               | eIF2C1 (Ago1) or eIF2C2 (Ago2)             | ~160 kDa   | 標的RNAへの結合と切断                          |
| miRNP                   | HeLa細胞               | eIF2C2 (Ago2), Gemin3, Gemin4              | ~550 kDa   | miRNAの結合、標的RNAへの結合と切断             |

Ago, Argonaute; Dcr, Dicer; Dmp68, D. melanogaster orthologue of mammalian p68 RNA unwindase; eIF2C1, eukaryotic translation initiation factor 2C1; eIF2C2, eukaryotic translation initiation factor 2C2; Fmr1/Fxr, D. melanogaster orthologue of the fragile-X mental retardation protein; miRNP, miRNA-protein complex; NR, not reported; Tsn, Tudor-staphylococcal nuclease; Vig, vasa intronic gene.

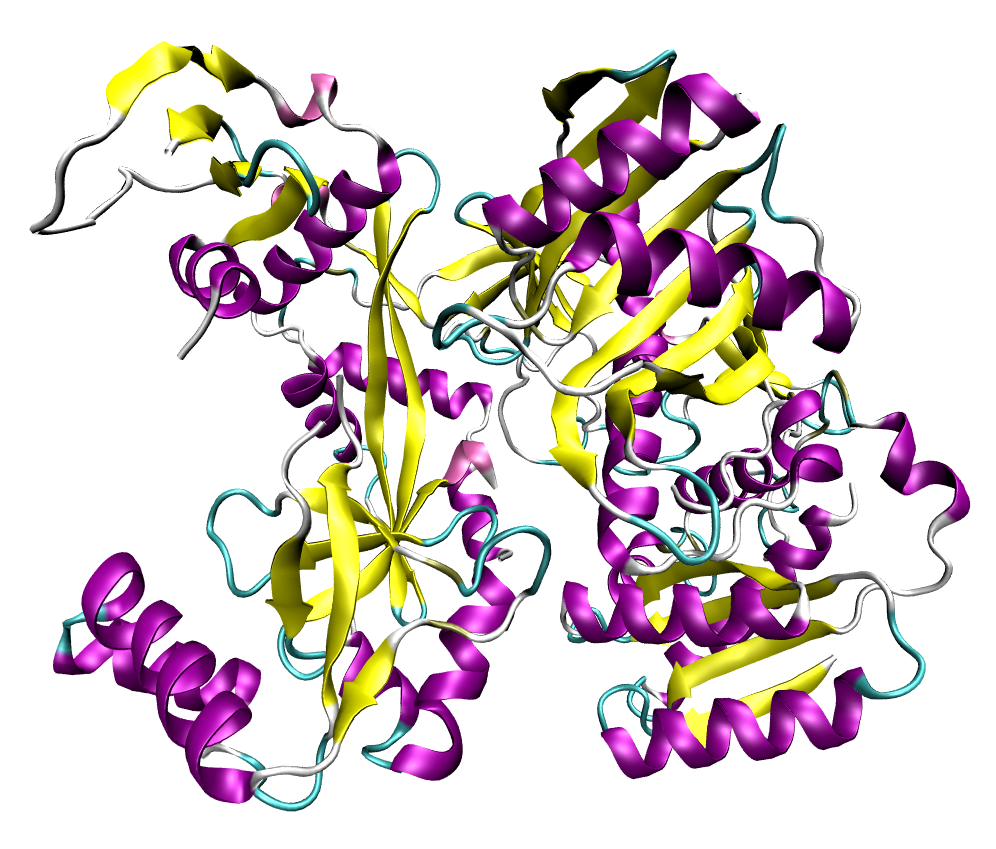
古細菌Pyrococcus furiosusのArgonauteタンパク質全長の構造

### Argonauteタンパク質
Argonauteタンパク質は、原核生物と真核生物にみられるタンパク質ファミリーである。原核生物における機能は不明であるが、真核生物ではRNAiに関与している。ヒトではArgonauteファミリーには8種類のメンバーが存在するが、RISC中での標的RNAの切断に関与しているのはAgo2のみである。

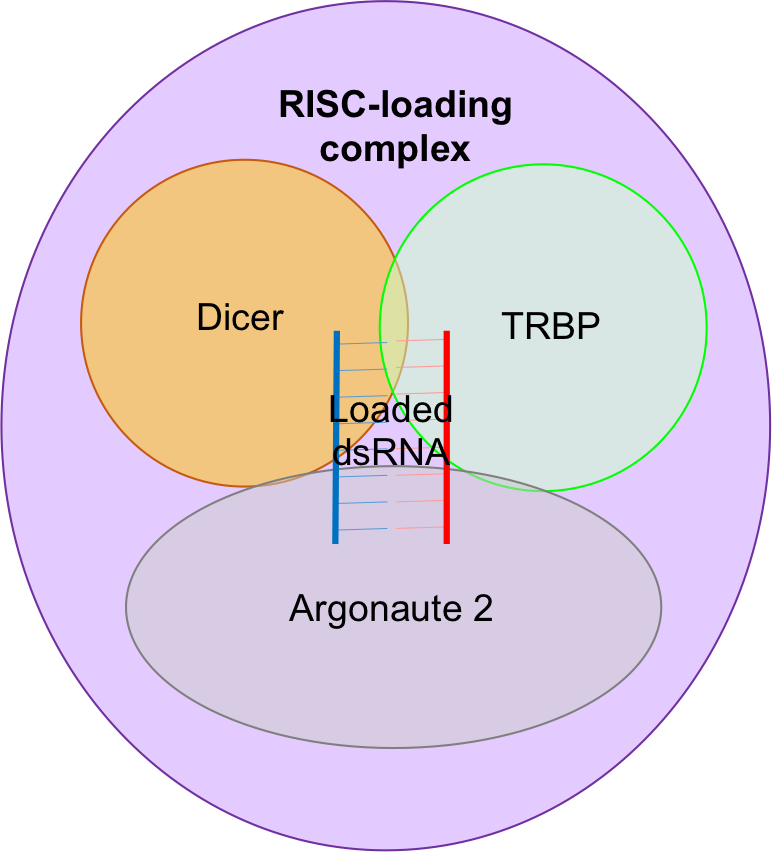
RISCローディング複合体は、Dicerによって形成されたdsRNA断片のAgo2へのローディングを（TRBPの助けを借りて）可能にする。

### RISCローディング複合体
RISCローディング複合体（RLC）は、dsRNAをRISCへロードするために必要不可欠な構造体である。RLCにはDicer、TRBP、Ago2が含まれる。
- DicerはRNase III型エンドヌクレアーゼであり、RNAiを指示するためにロードされるdsRNA断片を形成する。
- TRBPは、3つのdsRNA結合ドメインを持つタンパク質である。
- Ago2はRNaseであり、RISCの触媒中心である。

DicerとTRBP、Ago2との結合は、Dicerによって形成されたdsRNAのAgo2への移行を促進する。また、ヒトのDHX9はRLCの機能を促進することが示されている。

### 他のタンパク質
近年同定されたRISCのメンバーには、SND1やMTDHがある。SND1とMTDHはがん遺伝子であり、さまざまな遺伝子の発現を調節する。
| タンパク質                       | 発見された生物種           |
| -------------------------------- | -------------------------- |
| Dcr1                             | D. melanogaster            |
| Dcr2                             | D. melanogaster            |
| R2D2                             | D. melanogaster            |
| Ago2                             | D. melanogaster            |
| Dmp68                            | D. melanogaster            |
| Fmr1/Fxr                         | D. melanogaster            |
| Tsn                              | D. melanogaster            |
| Vig                              | D. melanogaster            |
| ポリソーム, リボソームの構成要素 | D. melanogaster, T. brucei |
| eIF2C1 (Ago1)                    | H. sapiens                 |
| eIF2C2 (Ago2)                    | H. sapiens                 |
| Gemin3                           | H. sapiens                 |
| Gemin4                           | H. sapiens                 |

Ago, Argonaute; Dcr, Dicer; Dmp68, D. melanogaster orthologue of mammalian p68 RNA unwindase; eIF2C1, eukaryotic translation initiation factor 2C1; eIF2C2, eukaryotic translation initiation factor 2C2; Fmr1/Fxr, D. melanogaster orthologue of the fragile-X mental retardation protein; Tsn, Tudor-staphylococcal nuclease; Vig, vasa intronic gene.

## mRNAへの結合

miRNAとRISCの活性の模式図

活性化されたRISC複合体が細胞内のmRNA標的をどのように見つけているのかに関しては未解明であるが、この過程はmRNAからタンパク質への翻訳が起こっていない状況でも行われることが示されている。
後生動物において内因的に発現しているmiRNAは通常、完全な相補性は持たない多くの遺伝子に対して作用し、そのため遺伝子発現の調節は翻訳抑制によって行われる。しかし植物における過程は標的mRNAに対するより高い特異性がみられ、通常各miRNAは1種類のmRNAにのみ結合する。より特異性が高いということは、mRNAの分解がより起こりやすいことを意味している。

## 関連文献
- Sontheimer, EJ (2005). “Assembly and function of RNA silencing complexes”. Nature Reviews Molecular Cell Biology 6 (2):  127–138. doi:10.1038/nrm1568. PMID 15654322.
- “Structural insights into RISC assembly facilitated by dsRNA-binding domains of human RNA helicase A (DHX9)”. Nucleic Acids Research 41 (5):  3457–70. (March 2013). doi:10.1093/nar/gkt042. PMC 3597700. PMID 23361462.
- “The RNA-induced silencing complex is a Mg2+-dependent endonuclease”. Current Biology 14 (9):  787–91. (2004). doi:10.1016/j.cub.2004.03.008. PMID 15120070.